# Майнотт, Джош
Джошуа Роберт Тайлер Майнотт (англ. Joshua Robert Tyler Minott; род. 25 ноября 2002, Бока-Ратон, Флорида) — ямайский профессиональный баскетболист американского происхождения клуба НБА «Миннесота Тимбервулвз»..

## Карьера в средней школе
Минотт играл в баскетбол в школе Сейнт Эндрю в Бока-Ратоне, штат Флорида. В юношеском сезоне он набирал в среднем 17,2 очка, 7,4 подбора и 3,3 передачи за игру, помогая своей команде выиграть чемпионат штата в классе 3А (её первый титул штата). Став взрослым, Минотт набирал в среднем 23,1 очка и 8,3 подбора за игру и был назван игроком года округа Палм-Бич в классе 5A-1A. Студенческую карьеру он решил провести за «Мемфис», несмотря на предложения от команд «Флорида», «Техас», «Бэйлор» и «Мэриленд».

## Карьера в колледже
23 января 2022 года Майнотт набрал рекордные в карьере 18 очков и 9 подборов в победной игре над «Талсой» (83:81). На первом курсе «Мемфиса» он набирал в среднем 6,6 очка и 3,8 подбора за 14,6 минуты за игру. Минотт был включен в сборную первокурсников Американской спортивной конференции (АСК) и трижды становился первокурсником недели АСК. 24 марта 2022 года он подал заявку на участие в драфте НБА 2022 года, сохранив при этом право на поступление в колледж. Он решил остаться на драфте, отказавшись от оставшегося права на поступление в колледж.

## Карьера в НБА

### «Миннесота Тимбервулвз» (2022—н.в.)
На драфте НБА 2022 года Майнотт был выбран «Шарлотт Хорнетс» под 45-м номером. Позже его обменяли в «Миннесота Тимбервулвз» вместе с выбором во втором раунде драфта 2023 года через «Нью-Йорк Никс» в обмен на Брайса Макгауэнс и 40-й пик на драфте. Майнотт присоединился к составу «Тимбервулвз» на Летнюю лигу НБА 2022 года. В своем дебюте в Летней лиге он набрал 22 очка и сделал 10 подборов в победной игре над «Денвер Наггетс» (85–78). 17 июля 2022 года Минотт подписал четырехлетний контракт с «Тимбервулвз» на сумму 6,8 миллиона долларов.

## Карьера за сборную
Майнотт родился во Флориде, но выступает за сборную Ямайки. На чемпионате Центробаскета среди юношей до 17 лет в Пуэрто-Рико в 2019 году он набирал в среднем 26 очков, 9 подборов и 4,6 перехвата за игру.

## Статистика

### НБА
| Сезон                                                                                    | Команда   | Регулярный сезон | Регулярный сезон | Регулярный сезон | Регулярный сезон | Регулярный сезон | Регулярный сезон | Регулярный сезон | Регулярный сезон | Регулярный сезон | Регулярный сезон | Регулярный сезон | Серия плей-офф | Серия плей-офф | Серия плей-офф | Серия плей-офф | Серия плей-офф | Серия плей-офф | Серия плей-офф | Серия плей-офф | Серия плей-офф | Серия плей-офф | Серия плей-офф |
| Сезон                                                                                    | Команда   | GP               | GS               | MPG              | FG%              | 3P%              | FT%              | RPG              | APG              | SPG              | BPG              | PPG              | GP             | GS             | MPG            | FG%            | 3P%            | FT%            | RPG            | APG            | SPG            | BPG            | PPG            |
| ---------------------------------------------------------------------------------------- | --------- | ---------------- | ---------------- | ---------------- | ---------------- | ---------------- | ---------------- | ---------------- | ---------------- | ---------------- | ---------------- | ---------------- | -------------- | -------------- | -------------- | -------------- | -------------- | -------------- | -------------- | -------------- | -------------- | -------------- | -------------- |
| 2022/23                                                                                  | Миннесота | 15               | 0                | 6,4              | 50,0             | 33,3             | 100,0            | 1,7              | 0,3              | 0,3              | 0,4              | 3,1              | 1              | 0              | 6,3            | 0,0            | 0,0            | -              | 0,0            | 0,0            | 2,0            | 1,0            | 0,0            |
| 2023/24                                                                                  | Миннесота | 32               | 0                | 2,9              | 47,2             | 40,0             | 85,7             | 0,5              | 0,3              | 0,2              | 0,2              | 1,6              | 5              | 0              | 3,6            | 22,2           | 40,0           | -              | 1,0            | 0,6            | 0,0            | 0,0            | 1,2            |
| Наведите курсор мыши на аббревиатуры в заголовке таблицы, чтобы прочесть их расшифровку. |           |                  |                  |                  |                  |                  |                  |                  |                  |                  |                  |                  |                |                |                |                |                |                |                |                |                |                |                |

### Колледж
| Сезон                                                                                   | Команда | GP | GS | MPG  | FG%  | 3P%  | FT%  | RPG | APG | SPG | BPG | PPG |  |
| --------------------------------------------------------------------------------------- | ------- | -- | -- | ---- | ---- | ---- | ---- | --- | --- | --- | --- | --- |  |
| 2021/22                                                                                 | Мемфис  | 3  | 5  | 14,6 | 52,2 | 14,3 | 75,4 | 3,8 | 0,9 | 0,8 | 0,7 | 6,6 |  |
| Наведите курсор мыши на аббревиатуры в заголовке таблицы, чтобы прочесть их расшифровку |         |    |    |      |      |      |      |     |     |     |     |     |  |